# Red Steel
Red Steel ist ein Ego-Shooter des Spieleentwicklers Ubisoft, der exklusiv für die Wii entwickelt wurde und in Japan, der in den USA und Europa zeitgleich mit der Spielkonsole auf den Markt kam. Red Steel ist das erste Wii-Spiel überhaupt, das in spielbarer Form der Öffentlichkeit präsentiert wurde. Am 26. März 2010 erschien die Fortsetzung Red Steel 2 in Europa.

## Handlung
Der Spieler schlüpft in die Rolle von Scott Monroe, der dem Vater seiner japanischen Verlobten vorgestellt werden soll. Der Vater ist Boss der Yakuza und im Besitz eines wertvollen Zeremonien-Schwerts, dem Katana-giri, dessen Herausgabe eine konkurrierende Bande durch die Entführung der Verlobten des Protagonisten versucht zu erpressen. Die Story wird im Stil von Max Payne in Standbildern erzählt.

## Spielprinzip

### Allgemein
Man steuert das Spiel mit der Wii Remote (Waffe) und dem Nunchuk (Laufen, Türen öffnen, Schalter betätigen). Gegner und Gegenstände werden dabei direkt mit dem Controller durch Zielen auf den Bildschirm anvisiert. Das Schwert wird mit der Wii-Remote geschwungen. Nachgeladen wird mit dem Nunchuk, indem man die Hand auf und ab bewegt. Die Steuerung erlaubt nur Drehungen in einer relativ niedrigen Geschwindigkeit und erfordert zudem eine relativ lange Einarbeitungszeit.

### Mehrspieler
Es gibt einen Mehrspielermodus per Split Screen, welchen man im „Deathmatch“ und „Team Deathmatch“ Modus spielen kann. Einen Online-Modus gibt es nicht. Zusätzlich gibt es noch einen „Killer-Modus“, indem jeder Spieler über den Lautsprecher der Wii-Remote seine eigenen Missionsziele bekommt. Dieser Modus ist zu viert spielbar.

## Entwicklung
Auf der E3 2006 war Red Steel erstmals für ein breites Fachpublikum anspielbar. Dort wurde die Steuerung von manchen Fachbesuchern als „noch nicht ausgereift“ bezeichnet. Jedoch wurde sie von Ubisoft weiterhin verbessert. Red Steel wird mit 3D-Grafik dargestellt und benutzt die Unreal Engine 2.5 als Grafik-Engine. Zudem verfügt das Spiel über eine erweiterte, realitätsnahe Spiele-Physik mittels der PhysX-Engine von Ageia.

## Kritik
Obwohl der zur E3 2006 gezeigte Trailer des Spiels Schwertkämpfe suggerierte, die in Echtzeit, also synchron zu den Bewegungen der Wii Remote stattfanden, war das Spiel damals nicht derart spielbar. Viele Journalisten bemängelten die nur indirekte Schwertführung, da dieses nach einem bestimmten Kommando mit dem Controller verzögert reagierte. Auf der Games Convention 2006 wurde eine aktuellere Version gezeigt, die besagte Schwertkämpfe besser und fast verzögerungsfrei darstellen konnte. Zunächst war man aufgrund dessen der Annahme, die Aktionen der Wii Remote würden eins zu eins auf das Schwert im Spiel übertragen. Wie sich jedoch herausstellte, war dies nicht der Fall, da sich die Möglichkeiten vielmehr auf acht festgelegte Bewegungen (zwei waagerechte, zwei senkrechte, vier diagonale) beschränken, die, abhängig von denen des Spielers, ermittelt werden. Dieses Prinzip soll laut Hersteller der Spielbarkeit zugutekommen. Auch die übrige Steuerung ist wie bei vielen damaligen Launch-Titeln noch nicht zu 100 Prozent ausgereift. So sind z. B. schnelle Drehungen unmöglich – falls ein Gegner unerwartet hinter dem Spieler auftaucht, bedeutet das oft die unfreiwillige Rückkehr zum letzten Speicherpunkt.